# Brombeer-Perlmuttfalter

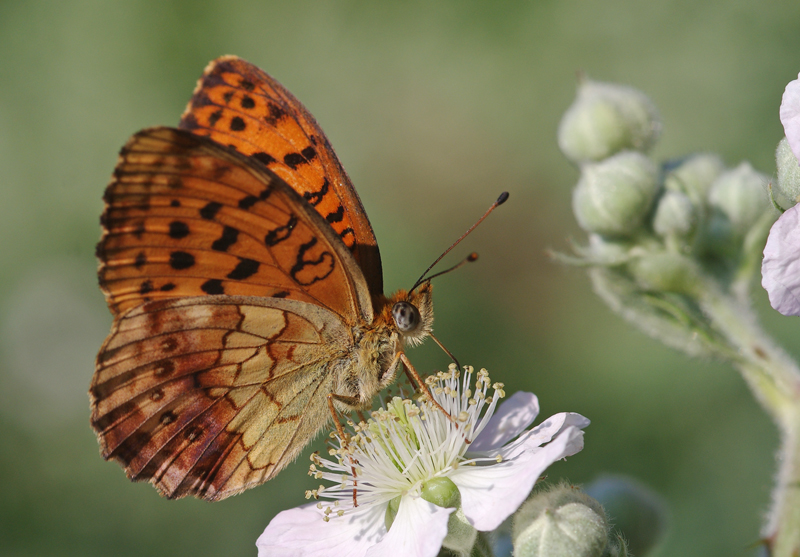
Brombeer-Perlmuttfalter (Brenthis daphne)

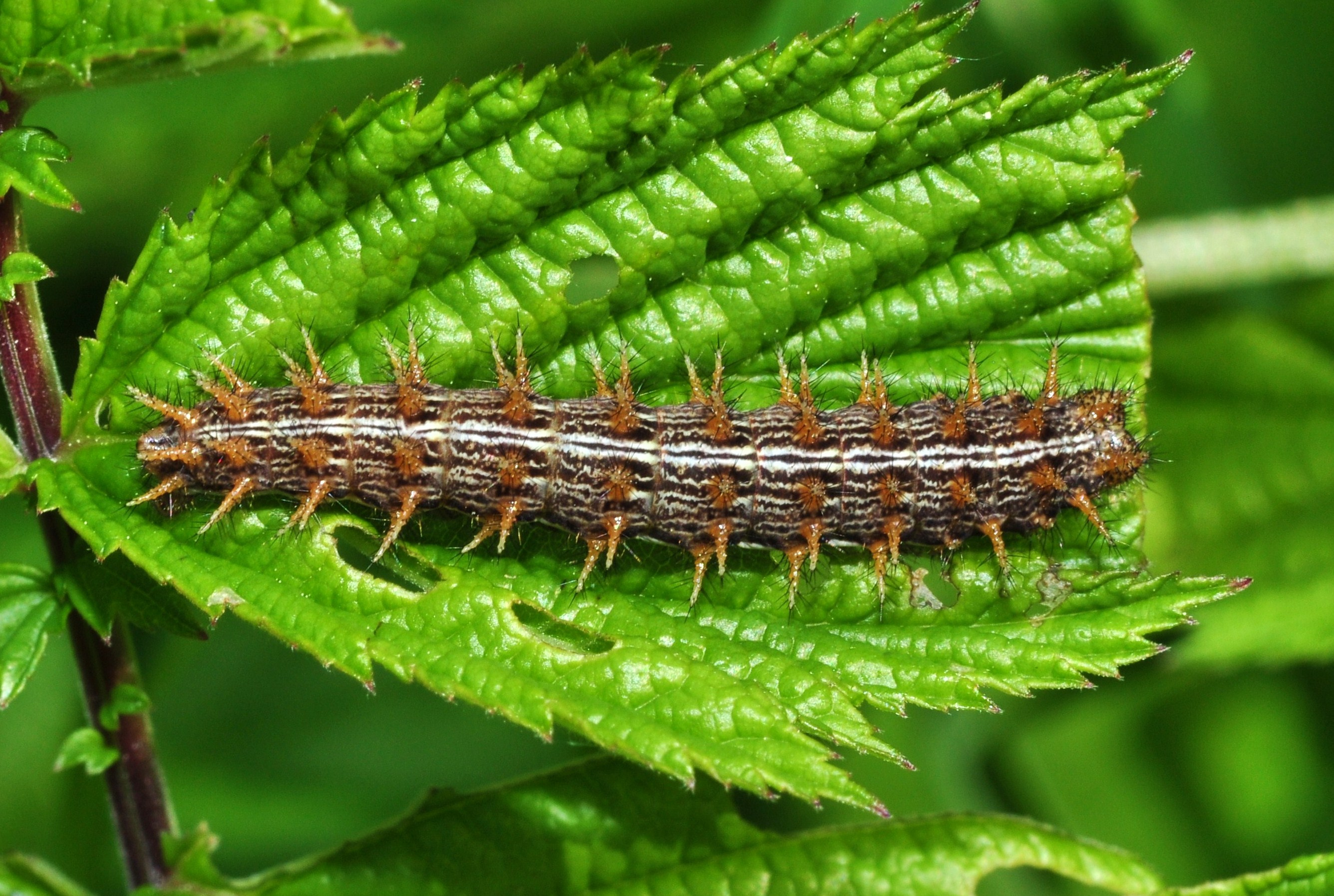
Raupe

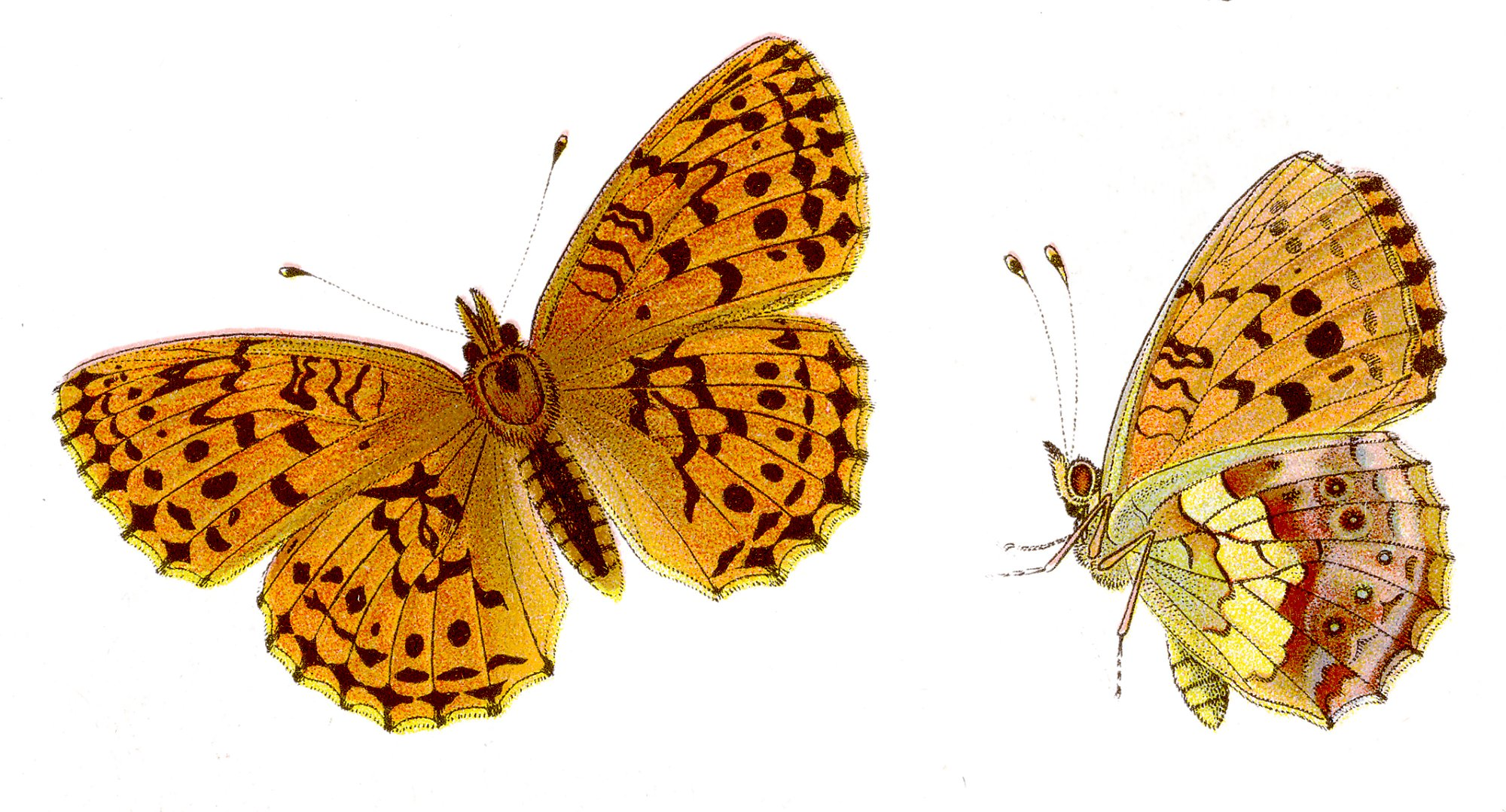
Illustration

Der Brombeer-Perlmuttfalter (Brenthis daphne) ist ein Schmetterling (Tagfalter) aus der Familie der Edelfalter (Nymphalidae). Das Artepitheton leitet sich von Daphne, einer Bergnymphe aus der griechischen Mythologie ab.

## Merkmale
Die Falter erreichen eine Flügelspannweite von 40 bis 50 Millimetern. Sie sind dem Mädesüß-Perlmuttfalter (Brenthis ino) sehr ähnlich, aber wesentlich größer. Sie haben auch orange gefärbte Flügeloberseiten, wobei die Färbung aber kräftiger ist, und der schwarze Flügelrand nicht durchgehend, sondern, besonders auf den Hinterflügeln, zu Punkten reduziert ist. Die Unterseite der Hinterflügel sind in der vorderen Hälfte hellgelb und etwas orange gefärbt, wobei eine rein hellgelbe, zart dunkelbraun umrandete Binde auffällig ist. Auf der hinteren Hälfte der Hinterflügel befindet sich nahe der Mitte der Flügel eine violett und dunkelbraun gefärbte Binde, in der mehrere dunkle Flecken mit weißem Kern enthalten sind. Der Flügelsaum ist unten nur leicht violett-braun gefärbt, oben ist er hell.

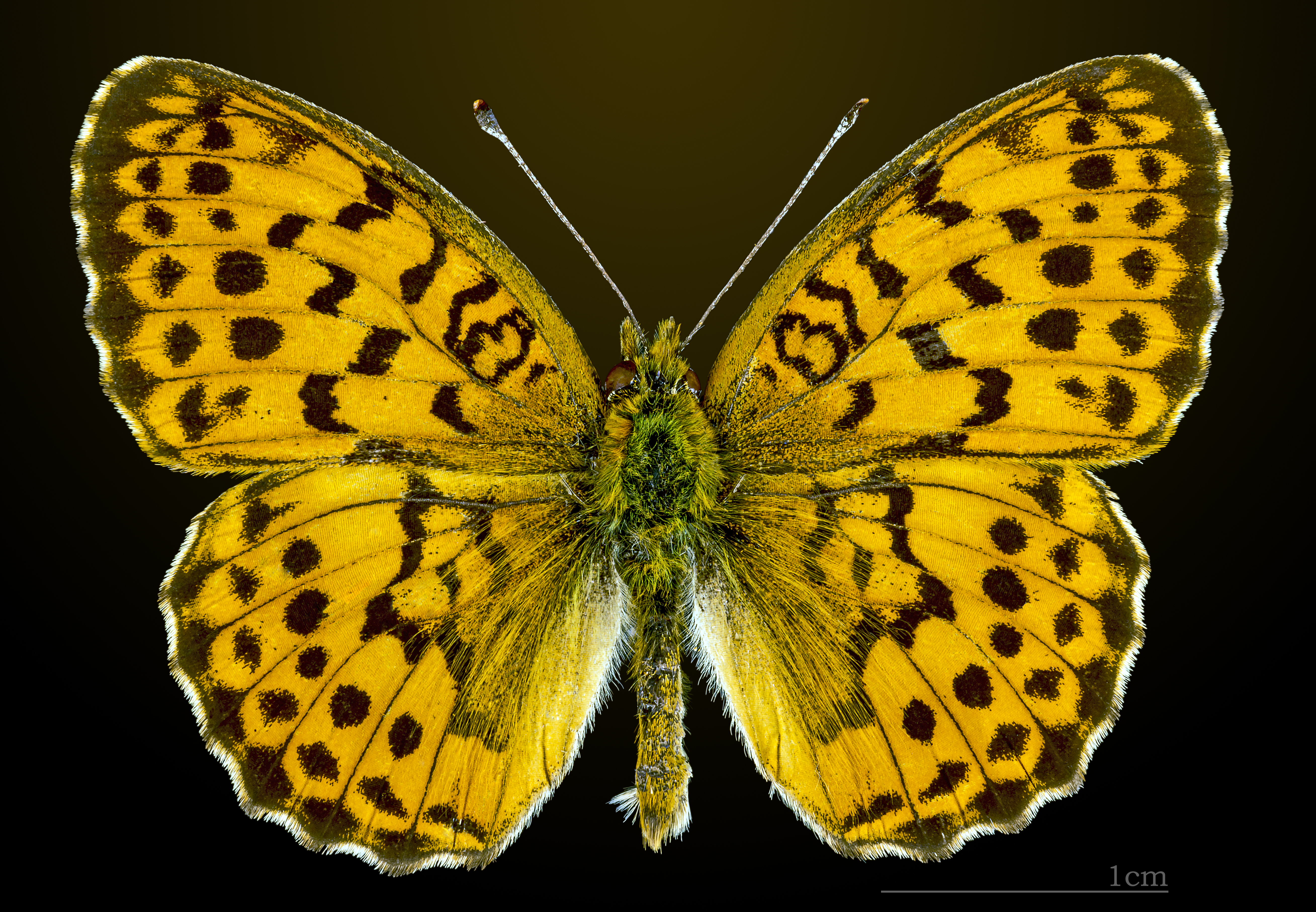
Brombeer-Perlmuttfalter
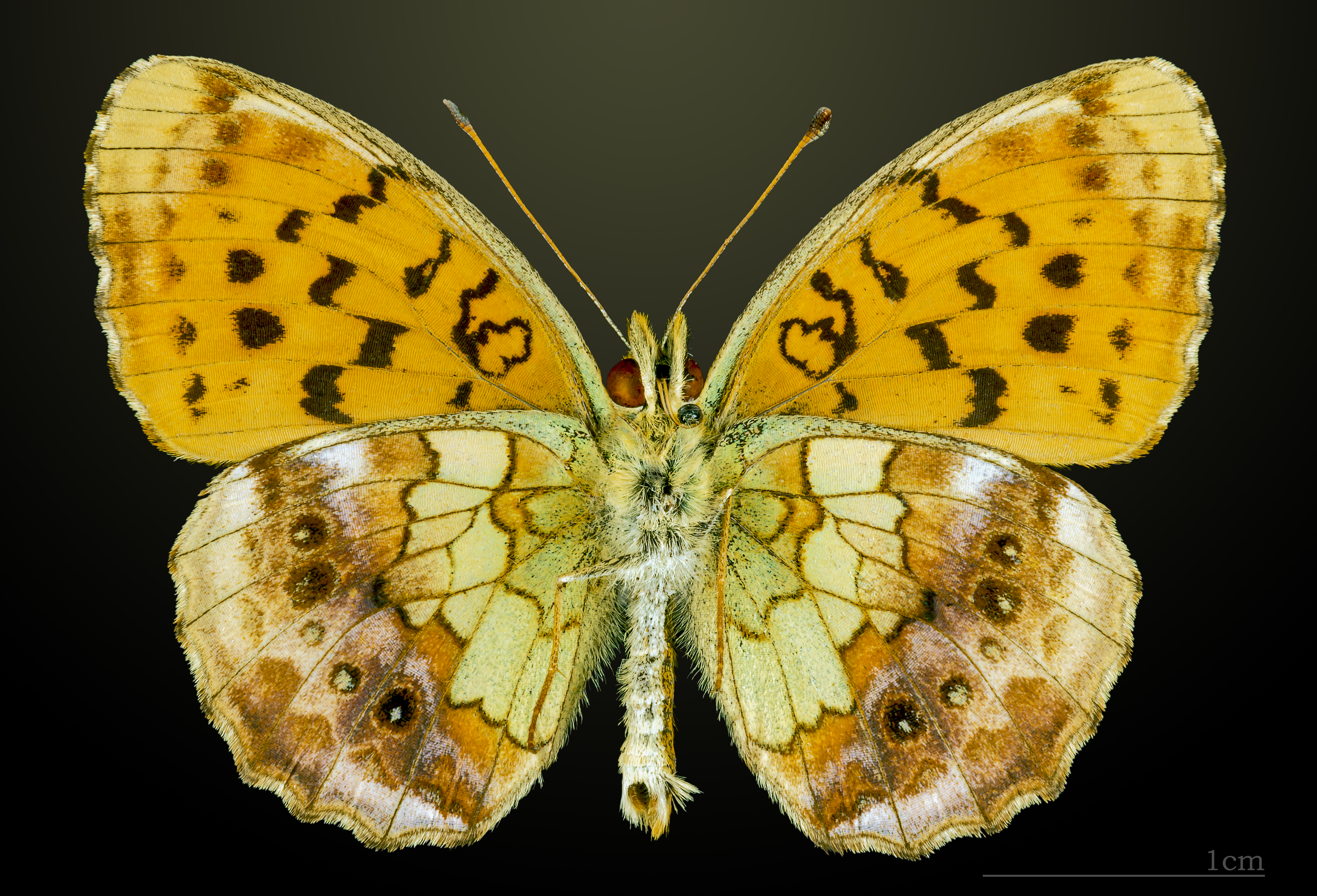
△ Brombeer-Perlmuttfalter

Die Raupen werden ca. 28 Millimeter lang. Sie sehen denen des Mädesüß-Perlmuttfalters ebenfalls sehr ähnlich. Ihre Färbung, die aus schwarzen und weißen Längsstrichen besteht, ist aber sauberer und kontrastreicher. Sie tragen auch hellorange Dornen, deren Spitzen aber nicht hell sind.

### Ähnliche Arten
- Mädesüß-Perlmuttfalter (Brenthis ino)

## Vorkommen
Sie kommen im Süden Europas häufiger, weiter im Norden nur vereinzelt, im Nordosten der Türkei, Irak, Iran und weiten Teilen Zentralasiens bis nach Japan vor. Sie leben bis in eine Höhe von 1750 Metern. In den Südalpen und im Elsass findet man noch größere Populationen. In Deutschland ist die Situation unklar. Während sie in Brandenburg als von Aussterben bedroht gilt (und möglicherweise dort schon ausgestorben ist), konnte sie sich, nach einem Erstfund 1996 aus dem Taubergießen-Gebiet am Oberrhein, inzwischen weiter das Rheintal entlang nach Norden ausbreiten. Da sie aber wärmeliebend sind, gehörten Mittel- und Nordeuropa früher nur bedingt zu ihrem Verbreitungsgebiet. Die Tiere leben an warmen und sonnenbeschienenen Waldrändern und in lichten, leicht feuchten Wäldern.
Mittlerweile breitet sich der Brombeer-Perlmuttfalter, bedingt durch den Klimawandel, aber immer mehr in nordöstlicher Richtung aus, kleinere Populationen existieren an der unteren Nahe. 2012 wurde zum ersten Mal ein Weibchen bei Lorch/Hessen gefunden und 2017 eine kleine Population in Heidenrod/Hessen. Funde gibt es seit 2012 auch bei Perl und Klotten im Moseltal (Saarland und Rheinland-Pfalz).

### Flug- und Raupenzeiten
Die Falter fliegen jährlich in einer Generation von Ende Mai bis Anfang August.

## Lebensweise
Die Tiere halten sich gerne auf Brombeer- oder Distelblüten auf.

### Nahrung der Raupen
Die Raupen ernähren sich von den Blättern der Brombeeren (Rubus fruticosus) und Himbeeren (Rubus idaeus).

## Entwicklung
Die Weibchen legen ihre Eier sehr spät, im Juli, einzeln an die Unterseite der Blätter ihrer Futterpflanzen. Die Raupen entwickeln sich vorerst in der Eihülle, schlüpfen aber erst nach einer Überwinterung. Tagsüber findet man die Raupen auffällig frei auf den Blättern ihrer Fraßpflanzen sitzend. Sie verpuppen sich in einer Stürzpuppe, die metallisch blau schillernde Rückendornen trägt.